# Tick, Tick... Boom!
Tick, Tick... Boom! è un film del 2021 diretto da Lin-Manuel Miranda.
Scritto e prodotto da Steven Levenson, la pellicola è l'adattamento cinematografico dell'omonimo musical di Jonathan Larson, una storia semi-autobiografica riguardante Larson stesso che cerca di sfondare nell'industria teatrale.

## Trama
È il 1992, Jonathan Larson si esibisce nel suo monologo rock Tick, Tick... Boom! al New York Theatre Workshop, accompagnato dagli amici Roger e Karessa. Descrive un incessante ticchettìo nella sua testa e inizia a raccontare la sua storia. Un narratore fuori campo spiega che il film è la storia vera di Jonathan Larson, "ad eccezione delle parti che Jonathan ha inventato."
Siamo nel 1990 e l'aspirante compositore di musical Jonathan si destreggia tra il lavoro da cameriere al Moondance Diner di SoHo e la preparazione di un workshop sul suo musical e progetto personale Superbia. Jon è in crisi e sente addosso la pressione di diventare una persona di successo prima di compiere i 30 anni: col suo compleanno di lì a una settimana, vede il workshop come la sua ultima opportunità.
Così, organizza una festa a casa sua invitando il vecchio coinquilino Michael, la sua ragazza Susan e i colleghi Freddy e Carolyn. Durante la festa, Susan parla a Jonathan riguardo ad un lavoro per lei da insegnante di danza al Jacob's Pillow e gli chiede di seguirla, ma Jonathan cerca di evitare l'argomento. L'amico Michael, che ha lasciato il mondo del teatro per una carriera di successo nell'industria pubblicitaria, vede la proposta di Susan come un'opportunità per Jonathan di costruirsi un futuro serio insieme a lei e propone all'amico di partecipare a un incontro di focus pubblicitario nella sua azienda per offrirgli un lavoro. Nel mentre il produttore di Jon, Ira, gli chiede di scrivere una nuova canzone per Superbia perché la storia ne ha bisogno; questo mette in difficoltà Jon, perché il suo idolo Stephen Sondheim gli aveva detto la stessa cosa durante un workshop di anni prima, ma non è mai riuscito a inventarsi nulla per quella parte della storia e ormai ha solo una settimana di tempo. Inoltre, Jonathan si rende conto di non riuscire a concentrarsi sulla preparazione del workshop perché continua a pensare alle proposte di Michael e Susan. In aggiunta alle sue ansie, scopre dalla collega Carolyn che Freddy, malato di AIDS, si è aggravato ed è stato ricoverato in ospedale. Nel mentre Susan, stufa dell'indecisione di Jon sul loro futuro e dell'ossessione con la sua carriera, decide di lasciarlo.
Per ingaggiare una band completa a Jonathan servono più fondi, perciò alla fine decide di partecipare all'incontro di focus pubblicitario. Tuttavia durante l'incontro si accorge che odierebbe quel tipo di lavoro e fa brutta figura di proposito, facendo arrabbiare Michael che lo aveva raccomandato. Michael pensa che Jonathan, per inseguire una carriera teatrale economicamente instabile, stia sprecando il privilegio di avere una vita con la persona che ama, qualcosa che Michael non può ottenere perché è un uomo gay che vive nel periodo storico in cui l'AIDS imperversa.
Una sera, dopo aver ricevuto una telefonata incoraggiante da parte del suo agente Rosa, Jonathan prova a scrivere la canzone mancante la notte prima del workshop, ma proprio in quel momento gli viene tolta la corrente in casa. Così, per sfogare le sue frustrazioni lavorative e personali, va in piscina nel bel mezzo della notte per una nuotata, durante la quale trova finalmente l'ispirazione per scrivere la nuova canzone. Il giorno dopo al workshop ci sono amici, famiglia e professionisti dell'industria teatrale, compreso il suo idolo Stephen Sondheim. Jonathan riceve molti complimenti dopo il workshop ma nessuna vera offerta di produrre Superbia.
Scoraggiato, Jonathan implora Michael per un impiego nella sua azienda, ma Michael dopo aver visto assistito a Superbia ha cambiato idea e lo persuade a continuare nella sua carriera teatrale, rivelandogli inoltre che è positivo all'HIV. Jonathan realizza che la sua ossessione lo ha portato a perdere Susan e a rovinare l'amicizia con Michael, perciò mentre vaga per New York si ritrova al Delacorte Theater. Trova un pianoforte e comincia a suonare, riflettendo sull'amicizia che ha con Michael fin dall'infanzia e ai sacrifici che deve star facendo per la sua carriera. Così, lui e Michael fanno pace. La mattina del 30º compleanno di Jonathan, Sondheim lo chiama per congratularsi e proporgli un incontro per parlare di Superbia, tirandogli su il morale. Festeggia il suo compleanno al Moondance Diner ed è contento di sapere da Carolyn che Freddy sta per essere dimesso dall'ospedale. La sera stessa, Susan gli regala un quaderno vuoto per scrivere la prossima opera e si lasciano ufficialmente, in termini amichevoli.
Susan diventa la voce narrante e racconta che il prossimo progetto di Jon sarebbe stato Tick, Tick... Boom!, prima di rivisitare un suo vecchio progetto che sarebbe diventato poi il musical Rent. Susan racconta che Jonathan muore di dissecazione aortica la notte prima del debutto di Rent a Off-Broadway.
Jon non si è mai goduto il successo desiderato, ma il suo lavoro continua a vivere per lui. Nel 1992, Jonathan si esibisce nell'ultima canzone di Tick, Tick... Boom! con uno sguardo ottimistico verso il futuro.

## Produzione

### Sviluppo
Nel luglio 2018 fu annunciato che Lin-Manuel Miranda avrebbe fatto il suo esordio alla regia cinematografica con un adattamento per il grande schermo del musical Tick, Tick... Boom!, prodotto dall'Imagine Entertainment e sceneggiato da Steven Levenson.
Nel giugno 2019 successivo Netflix ha acquistato il film e nell'ottobre dello stesso anno è stato annunciato che Andrew Garfield avrebbe interpretato il protagonista. Il mese successivo si sono uniti al cast Alexandra Shipp, Vanessa Hudgens e Robin de Jesús, mentre nel gennaio del 2020 è stata confermata la presenza di Joshua Henry, Judith Light e Bradley Whitford.

### Riprese
Le riprese sono iniziate nel marzo del 2020, ma sono state interrotte il mese successivo a causa della pandemia di COVID-19. La produzione ha ripreso regolarmente nel mese di ottobre e sono proseguite fino al novembre dello stesso anno.

## Promozione
Il primo trailer è stato diffuso il 10 giugno 2021.

## Distribuzione
Il film è stato distribuito su Netflix a partire dal 19 novembre 2021.

### Edizione italiana

#### Doppiaggio
Il doppiaggio italiano e la sonorizzazione della pellicola sono stati eseguiti dalla Dubbing Brothers Int. Italia. La direzione è di Gabriele Lopez e i dialoghi sono a cura di Cecilia Gonnelli.

## Accoglienza
Il film è stato accolto positivamente dalla critica. Sull'aggregatore di recensioni Rotten Tomatoes, Tick, Tick... Boom! riporta l'88% di recensioni positive, con un voto medio di 7,6 su 10 basato su 128 recensioni. Su Metacritic il film riporta un punteggio di 75 su 100 basato su trentatré recensioni.

## Riconoscimenti
- 2022 – Premio Oscar
  - Candidatura per il miglior attore ad Andrew Garfield
  - Candidatura per il miglior montaggio
- 2022 – Golden Globe
  - Miglior attore in un film commedia o musicale ad Andrew Garfield
  - Candidatura per il miglior film commedia o musicale
- 2022 – Critics' Choice Awards
  - Candidatura per il miglior film
  - Candidatura per il miglior attore ad Andrew Garfield
- 2022 – Producers Guild of America Awards
  - Candidatura al miglior film
- 2022 – Screen Actors Guild Award
  - Candidatura per il miglior attore cinematografico ad Andrew Garfield
- 2022 – Writers Guild of America Award
  - Candidatura per la miglior sceneggiatura adattata a Steven Levenson